# SCM Limited
SCM Limited (englisch System Capital Management, ukrainisch Систем Кепітал Менеджмент) ist eine 2000 in Donezk gegründete ukrainische Beteiligungsgesellschaft. Die Zentrale ist seit 2014 in Kiew, der rechtliche Sitz ist in Limassol (Zypern). SCM wird durch den ukrainischen Milliardär Rinat Achmetow kontrolliert.
Zu SCM Limited gehören unter anderem der Stahlkonzern Metinvest, das Kohleunternehmen DTEK, das Telekommunikationsunternehmen Ukrtelecom, die Bank PUMB, die Versicherungsgruppe ASKA und ASKA Life, die Media Group Ukraine, die UMG Investmentgesellschaft, die Immobiliengesellschaft ESTA Real Estate, die Hafenmanagementgesellschaft Portinvest, die Eisenbahntransportgesellschaft Lemtrans und die Agrargesellschaft Harveast Holding.
SCM Limited tritt als Trikotsponsor des hochklassigen Fußballvereins Schachtar Donezk auf, der ebenfalls Rinat Achmetow gehört.